# گروه بیمه اتکایی آمریکا

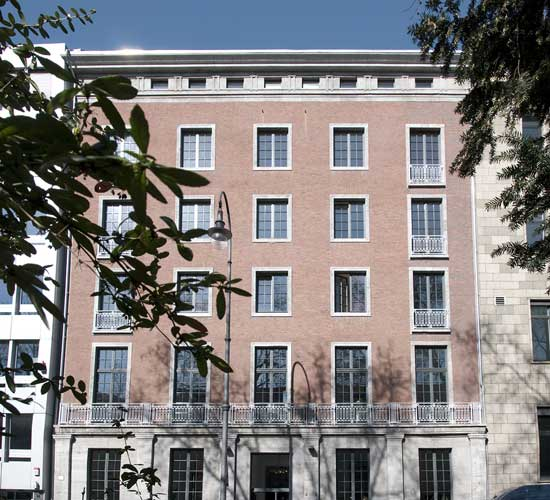
ساختمان اداری گروه بیمه اتکایی آمریکا، در کلن

گروه بیمه اتکایی آمریکا (به انگلیسی: Reinsurance Group Of America) شرکت هلدینگ بیمه آمریکایی است، که در زمینه ارائه خدمات بیمه سلامت، بیمه عمر و بیمه اتکایی فعالیت می‌کند.
گروه بیمه اتکایی آمریکا در سال ۱۹۹۴ تأسیس شد و در حال حاضر دارای عملیات در ۲۶ کشور می‌باشد. دفتر مرکزی این شرکت در شهر چسترفیلد، میزوری قرار دارد و بخشی از سهام آن در بازار بورس نیویورک معامله می‌شود.